# جان بدو

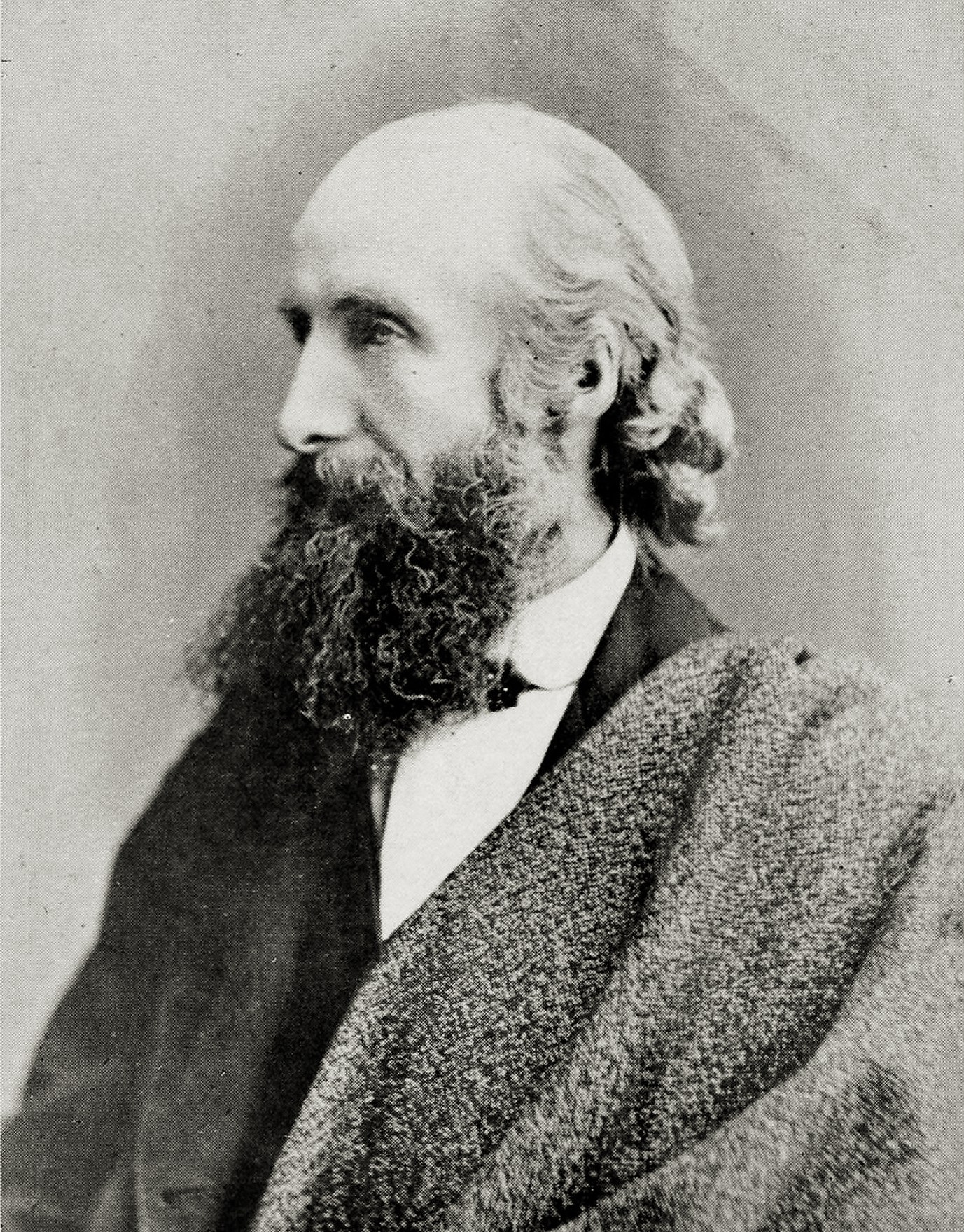
جان بدو

جان بدو(به انگلیسی: John Beddoe.jpg)(زادهٔ ۲۱ سپتامبر ۱۸۲۶- مرگ ۱۹ ژوئیهٔ ۱۹۱۱) نژادشناس برجستهٔ بریتانیایی در دورهٔ ویکتوریایی بود.
بدو دانش‌آموختهٔ کالج دانشگاهی لندن و دانشگاه ادینبرو بود. پس از تحصیل او سابقهٔ خدمت در نبرد کریمه را داشت. سپس از۱۸۶۲ و در پیشهٔ پزشکی در درمانگاه پادشاهی بریستول به کار پرداخت و در ۱۸۹۱ بازنشسته‌شد.او از ۱۸۷۳ عضو انجمن سلطنتی بود. او همچنین بنیادگذار جامعه نژادشناسی و رئیس انستیتوی مردم‌شناسی نیز بود.
بدو در نوشته‌هایش به بررسی نژادی بریتانیان پرداخت. او بر این باور بود که انگلیسی‌ها با تبار آنگلوساکسون آرواره‌های راست دارند، ولی ولزی‌ها و ایرلندی‌ها آروارهٔ پیش‌آمده دارند. او سلت‌ها را از دید نژادی متفاوت با آنگلوساکسون‌ها می‌دانست و باورداشت که آنان همانند انسان کرومانیون بوده‌اند و در پیوند با نژاد سیاه.